# Leon Campbell
Leon Campbell (Cambridge, 20 gennaio 1881 – Cambridge, 10 maggio 1951) è stato un astronomo statunitense.

## Biografia
Iniziò la sua carriera nell'ambito dell’astronomia nel 1899 quando, all'età di 18 anni, fu assunto da Edward Charles Pickering come assistente presso l'Harvard College Observatory di Cambridge, in Massachusetts, dove si mise subito in luce come osservatore di stelle variabili. Successivamente tra il 1911 ed il 1915 fu presso la stazione di osservazione dell'Harvard College Observatory di Arequipa in Perù. A partire dal 1915 fece parte dell'American Association of Variable Star Observers (AAVSO) con l'incarico dapprima di Recorder of Observations (successivamente tale titolo fu mutato in quello di Direttore) e divenendone nel 1918 Presidente. Dal 1928 fu istruttore di astronomia ad Harvard e successivamente insignito da Harlow Shapley del titolo di Pickering Memorial Astronomer nel 1931. Sino al 1949 coordinò i lavori dell'AAVSO. Pubblicò numerosi articoli e libri sull'argomento delle stelle variabili oltre ad articoli di divulgazione scientifica.
A Leon Campbell la UAI ha intitolato il cratere lunare Campbell